# Gerd Uffelmann
Gerd Uffelmann (* 19. April 1912 in Freudenberg (Siegerland); † 1999 in Frankfurt am Main) war ein deutscher Jurist und Pharmazeut.

## Leben
Uffelmann absolvierte 1931 am Helmholtz-Gymnasium Essen das Abitur. Ab dem Wintersemester 1931/32 studierte er an der Eberhard Karls Universität Tübingen Rechtswissenschaft und Pharmazie. Er wurde Mitglied der Landsmannschaft Schottland. Er wechselte an die Albertus-Universität Königsberg, die Universität Innsbruck, die Westfälische Wilhelms-Universität und die Rheinische Friedrich-Wilhelms-Universität Bonn.  1948 wurde er zum Dr. iur. promoviert.  Das Staatsexamen in Pharmazie legte er 1954 ab. Er schlug zunächst die Beamtenlaufbahn im höheren Dienst ein und wurde Regierungsrat. Anfang 1965 übernahm er die Chefredaktion der Pharmazeutischen Zeitung. Er arbeitete an einer Modernisierung des Blattes, strebte nach Auflockerung, besserer Lesbarkeit und modischerem Layout. Er integrierte neue Themen und Autoren. 1977 wechselte er in die Geschäftsführung der Bundesvereinigung Deutscher Apothekerverbände.

## Ehrungen
- Ehrenmedaille der Deutschen Apotheker (1977).[3]

## Schriften
- mit Ottmar Bühler: Wie weit ist die Rechtsprechung des Reichsfinanzhofs von 1933–1945 noch anwendbar? O. Schmidt Verlag, 1949.
- mit Hans Meyer: Das deutsche Arzneimittelgesetz. Govi-Verlag, 1964.